# Steatoda tristis ruwenzorica
Steatoda tristis là một phân loài nhện trong họ Theridiidae.
Loài này thuộc chi Steatoda. Steatoda tristis ruwenzorica được Embrik Strand miêu tả năm 1913.